# Henri Abraham
Henri Azariah Abraham (Parigi, 12 luglio 1868 – Auschwitz, 22 dicembre 1943) è stato un fisico e docente francese.

## Biografia
Henri Abraham nacque il 12 luglio 1868 nel I arrondissement di Parigi, figlio di John Abraham, un cambiavalute di origine ebraica, e di Aimée Delpuget. Dopo brillanti studi al Lycée Chaptal, dal 1886 al 1889 intraprese gli studi universitari all'École normale supérieure (ENS), dove seguì le lezioni dei professori di fisica Jules Violle e Marcel Brillouin, ed alla Faculté des sciences de Paris, dove studiò fisica con Gabriel Lippmann e Edmond Bouty, ottenendo lauree in scienze fisiche e matematiche. Fu poi nominato per un anno preparatore del laboratorio di fisica dell'École Normale Supérieure, allora diretta da Jules Violle, dove scrisse la sua tesi per il dottorato in scienze fisiche intitolata "Nuova determinazione del rapporto tra unità elettromagnetiche ed elettrostatiche", conseguendo il titolo nel 1892. Insegnò presso il Lycée Chaptal (dal novembre del 1890 al settembre del 1894), e successivamente al Lycée Louis-le-Grand (dal settembre del 1894 al novembre del 1900).
Docente all'École Normale Supérieure dal 1897, fu nominato docente di fisica nel novembre 1900. Successivamente succedette a Jules Violle come direttore del laboratorio di fisica della scuola. Fu direttore del laboratorio dell'École pratique des hautes études dal 1904 al 1905. Dopo l'annessione dell'École Normale Supérieure all'Università di Parigi, fu nominato il 1° novembre 1904 docente di fisica alla Facoltà di Parigi, delegato all'École Normale Supérieure, diventando professore di fisica nel 1912. Nel 1922 trascorse un periodo come professore in scambio in Brasile. Si ritirò nell'ottobre 1937, ricevendo un riconoscimento onorifico. Eugène Bloch lo succedette come direttore del laboratorio di fisica, mentre Pierre Auger divenne suo successore per le conferenze di fisica.
Fu segretario generale della Société Française de Physique dal 1900 al 1912 e presidente nel 1922. Con Gustave-Auguste Ferrié, fondò nel 1921 la Société des radioélectriciens e nel 1934 ne divenne presidente. Fu anche presidente della Société chronométrique de France nel 1932 e nel 1934 Segretario Generale dell'Unione internazionale di fisica pura e applicata (IUPAP).
Arrestato dalla milizia la notte del 23 giugno 1943 ad Aix-en-Provence, fu consegnato alla Gestapo e portato a Marsiglia, quindi a Drancy il 7 dicembre, prima di essere deportato dalla stazione di Bobigny sul "Convoglio n. 63" il 17 dicembre 1943 ad Auschwitz, dove probabilmente fu assassinato all'arrivo, il 22 dicembre 1943. Il Premio dei Tre Fisici dell'École Normale Supérieure è stato intitolato in onore suo, di Eugene Bloch e di Georges Bruhat, anch'essi assassinati nei campi di concentramento nazisti.

## Lavoro scientifico

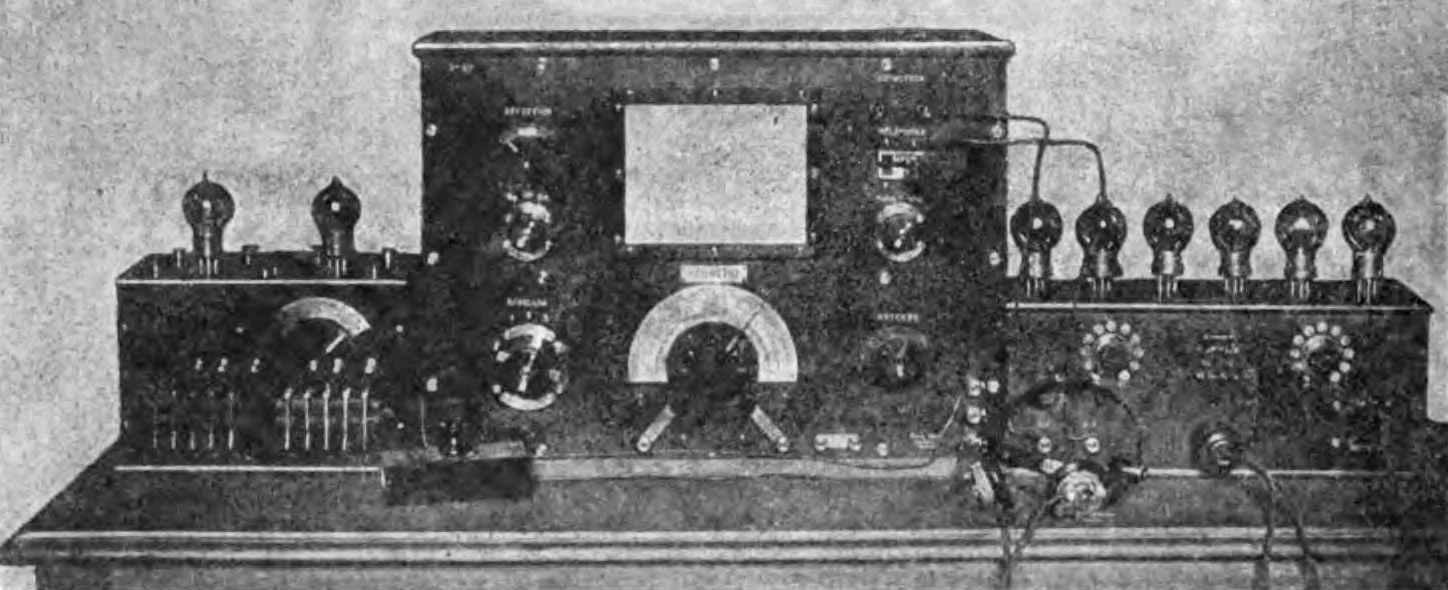
Uno dei primi multivibratori astabili di Abraham e Bloch (la piccola scatola a sinistra) usato per calibrare un ondametro (al centro)

Da studente all'ENS, Henri Abraham fu affascinato dagli esperimenti pionieristici di Heinrich Hertz nel 1888 sulle onde radio, che confermarono le previsioni delle equazioni di Maxwell, formulate nel 1864. L'intera carriera scientifica di Abraham fu dedicata allo sviluppo di applicazioni dell'elettromagnetismo. Nella sua tesi, realizzò una nuova misura del rapporto tra le unità di carica elettrica utilizzate all'epoca nei due sistemi CGS elettrostatico e CGS elettromagnetico (rapporto pari alla velocità di propagazione delle onde, secondo Maxwell). Ne dedusse un valore di questa velocità, la cui precisione (con un errore dell'ordine di 1:2000) è paragonabile a quella delle esperienze condotte dai migliori fisici dell'epoca.
Tra il 1899 e il 1900, misurò tempi di risposta molto brevi dell'effetto Kerr (pochi miliardesimi di secondo, circa il tempo necessario alla luce per percorrere un metro). Tra il 1911 e il 1914, effettuò le prime misurazioni della reale velocità di propagazione delle onde elettromagnetiche, misurando i tempi di propagazione tra stazioni remote (in collaborazione con Alexandre Dufour e G. Ferrie). Arruolato nel 1914 nel dipartimento telegrafico militare, sotto la direzione del comandante Ferrie, in collaborazione con Eugène Bloch sviluppò il primo amplificatore elettronico di onde radio. Lui e Bloch inventarono anche il multivibratore astabile e i primi dispositivi per la misurazione precisa delle frequenze radio, che saranno operativi già dal 1916 nelle armate francese e britannica, e dopo il 1917 nell'esercito americano.
Dopo la guerra, Abraham aiutò il suo ex allievo Alexandre Dufour a realizzare i primi dispositivi che anticiparono i moderni oscilloscopi CRT e a registrare le oscillazioni delle onde radio ad alta frequenza. Dirigette anche la tesi di Peter Fleury nel 1921.
Nella tesi del suo allievo Jean Mercier (nel 1923), viene descritta una metodologia che consente di misurare con precisione la frequenza {\displaystyle f} di un'onda radio e la sua lunghezza d'onda {\displaystyle \lambda } (la distanza percorsa dall'onda durante il periodo di tempo {\displaystyle T={\frac {1}{f}}}). Questa misura consentì di misurare la velocità della luce {\displaystyle c={\frac {\lambda }{T}}=\lambda f} con un'accuratezza senza precedenti di 1:10.000.

## Memoria
Il Premio dei Tre Fisici dell'École Normale Supérieure e l'Henri Abraham Award dell'Unione internazionale di fisica pura e applicata vengono assegnati in memoria di Abraham.

## Pubblicazioni
- (FR) Henri Abraham, Recueil d'Expériences de Physique par H. Abraham avec la collaboration de nombreux physiciens, Gauthier-Villars, 1904.
- (FR) Henri Abraham e Paul Sacerdote, Société Française de Physique. Recueil de constantes physiques, Gauthier-Villars, 1913.
- (FR) Henri Abraham e Eugène Bloch, Mesure en valeur absolue des périodes des oscillations électriques de haute fréquence, in J. Phys. Theor. Appl., vol. 9, n. 1, 1919,  pp. 211 - 222, DOI:10.1051/jphystap:019190090021100.